# Hydroglyphus geminus
Hydroglyphus geminus là một loài bọ cánh cứng trong họ Bọ nước. Loài này được Fabricius miêu tả khoa học năm 1792.

## Hình ảnh

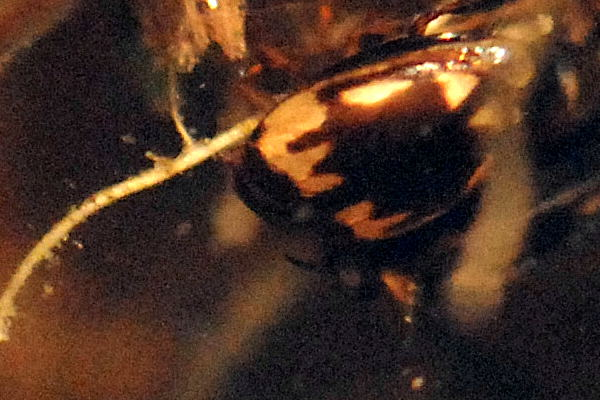